# Gare de Villefranche-sur-Cher
Gare de Villefranche-sur-Cher vasútállomás Franciaországban, Villefranche-sur-Cher településen.

## Vasútvonalak
Az állomást az alábbi vasútvonalak érintik:
- Vierzon–Saint-Pierre-des-Corps-vasútvonal

## Kapcsolódó állomások
A vasútállomáshoz az alábbi állomások vannak a legközelebb:
- Gare de Gièvres (Gare de Saint-Pierre-des-Corps, Vierzon–Saint-Pierre-des-Corps-vasútvonal)
- Gare de Mennetou-sur-Cher (Gare de Vierzon-Ville, Vierzon–Saint-Pierre-des-Corps-vasútvonal)